# Campeonato de Fútbol Femenino de Primera División C 2021 (Argentina)
El Campeonato de Fútbol Femenino de Primera División C 2021 fue la segunda temporada de la Primera División C. Fue organizado por la Asociación del Fútbol Argentino. Comenzó el 28 de agosto y finalizó el 18 de diciembre de 2021.

## Equipos participantes
| Equipo            | Ciudad               |
| ----------------- | -------------------- |
| Argentino (M)     | Merlo                |
| Berazategui       | Berazategui          |
| Belgrano          | Córdoba              |
| Cambaceres        | Ensenada             |
| Cañuelas          | Cañuelas             |
| Chacarita Juniors | Villa Maipú          |
| Claypole          | Claypole             |
| Country Canning   | Canning              |
| Fénix             | Buenos Aires         |
| Ituzaingó         | Ituzaingó            |
| Laferrere         | Laferrere            |
| Lamadrid          | Buenos Aires         |
| Los Andes         | Lomas de Zamora      |
| Newell's Old Boys | Rosario              |
| Nueva Chicago     | Buenos Aires         |
| Quilmes           | Quilmes              |
| San Martín        | Burzaco              |
| Sportivo Italiano | Ciudad Evita         |
| Talleres (TdE)    | Remedios de Escalada |
| Tigre             | Victoria             |
| Trocha            | Mercedes             |
| Villas Unidas     | Buenos Aires         |

## Fase clasificación

### Zona A

#### Tabla de posiciones
| Pos. | Equipo            | Pts. | PJ | PG | PE | PP | GF | GC | Dif. |
| ---- | ----------------- | ---- | -- | -- | -- | -- | -- | -- | ---- |
| 01.º | Fénix             | 26   | 10 | 8  | 2  | 0  | 32 | 12 | 20   |
| 02.º | Newell's Old Boys | 23   | 10 | 7  | 2  | 1  | 30 | 7  | 23   |
| 03.º | Claypole          | 21   | 10 | 7  | 0  | 3  | 27 | 7  | 20   |
| 04.º | Talleres (RdE)    | 20   | 10 | 6  | 2  | 2  | 21 | 11 | 10   |
| 05.º | Quilmes           | 18   | 10 | 5  | 3  | 2  | 13 | 8  | 5    |
| 06.º | Tigre             | 12   | 10 | 3  | 3  | 4  | 17 | 14 | 3    |
| 07.º | Laferrere         | 12   | 10 | 3  | 3  | 4  | 11 | 14 | −3   |
| 08.º | Chacarita Juniors | 11   | 10 | 3  | 2  | 5  | 15 | 19 | −4   |
| 09.º | Berazategui       | 7    | 10 | 2  | 1  | 7  | 7  | 24 | −17  |
| 10.º | Cañuelas          | 4    | 10 | 1  | 1  | 8  | 8  | 33 | −25  |
| 11.º | Cambaceres        | 1    | 10 | 0  | 1  | 9  | 2  | 34 | −32  |

|  | Los equipos que ocupen estas posiciones al finalizar la disputa jugarán un reducido por los dos ascensos a la segunda categoría. |

| 1. 2. |

#### Resultados
| Fecha 1                  | Fecha 1   | Fecha 1   | Fecha 1      | Fecha 1 | Fecha 1 |
| Local                    | Resultado | Visitante | Fecha        |         |         |
| ------------------------ | --------- | --------- | ------------ | ------- | ------- |
| Cambaceres               | 0 - 3     | Claypole  | 28 de agosto |         |         |
| Berazategui              | 0 - 1     | Laferrere | 28 de agosto |         |         |
| Talleres (RdE)           | 2 - 3     | Fenix     | 28 de agosto |         |         |
| Cañuelas                 | 1 - 1     | Quilmes   | 29 de agosto |         |         |
| Tigre                    | 2 - 2     | Chacarita | 29 de agosto |         |         |
| Libre: Newell's Old Boys |           |           |              |         |         |

| Fecha 2      | Fecha 2   | Fecha 2           | Fecha 2         | Fecha 2 | Fecha 2 |
| Local        | Resultado | Visitante         | Fecha           |         |         |
| ------------ | --------- | ----------------- | --------------- | ------- | ------- |
| Chacarita    | 3 - 0     | Cañuelas          | 4 de septiembre |         |         |
| Quilmes      | 0 - 1     | Talleres (RdE)    | 4 de septiembre |         |         |
| Laferrere    | 2 - 0     | Cambaceres        | 4 de septiembre |         |         |
| Claypole     | 1 - 0     | Newell's Old Boys | 4 de septiembre |         |         |
| Fenix        | 4 - 1     | Berazategui       | 5 de septiembre |         |         |
| Libre: Tigre |           |                   |                 |         |         |

| Fecha 3           | Fecha 3   | Fecha 3   | Fecha 3          | Fecha 3 | Fecha 3 |
| Local             | Resultado | Visitante | Fecha            |         |         |
| ----------------- | --------- | --------- | ---------------- | ------- | ------- |
| Newell's Old Boys | 4 - 0     | Laferrere | 18 de septiembre |         |         |
| Cambaceres        | 1 - 7     | Fenix     | 18 de septiembre |         |         |
| Berazategui       | 0 - 1     | Quilmes   | 18 de septiembre |         |         |
| Talleres (RdE)    | 0 - 0     | Chacarita | 18 de septiembre |         |         |
| Cañuelas          | 1 - 6     | Tigre     | 19 de setiembre  |         |         |
| Libre: Claypole   |           |           |                  |         |         |

| Fecha 4         | Fecha 4   | Fecha 4           | Fecha 4         | Fecha 4 | Fecha 4 |
| Local           | Resultado | Visitante         | Fecha           |         |         |
| --------------- | --------- | ----------------- | --------------- | ------- | ------- |
| Chacarita       | 1 - 2     | Berazategui       | 25 de setiembre |         |         |
| Laferrere       | 0 - 4     | Claypole          | 25 de setiembre |         |         |
| Tigre           | 0 - 0     | Talleres (RdE)    | 26 de setiembre |         |         |
| Quilmes         | 1 - 0     | Cambaceres        | 26 de setiembre |         |         |
| Fenix           | 1 - 1     | Newell's Old Boys | 26 de setiembre |         |         |
| Libre: Cañuelas |           |                   |                 |         |         |

| Fecha 5           | Fecha 5   | Fecha 5   | Fecha 5      | Fecha 5 | Fecha 5 |
| Local             | Resultado | Visitante | Fecha        | Hora    |         |
| ----------------- | --------- | --------- | ------------ | ------- | ------- |
| Cambaceres        | 0 - 4     | Chacarita | 2 de octubre | 10:00   |         |
| Newell's Old Boys | 0 - 0     | Quilmes   | 2 de octubre | 15:00   |         |
| Berezategui       | 1 - 2     | Tigre     | 2 de octubre | 15:00   |         |
| Claypole          | 2 - 3     | Fenix     | 3 de octubre | 15:00   |         |
| Talleres (RdE)    | 4 - 0     | Cañuelas  | 3 de octubre | 15:00   |         |
| Libre: Laferrere  |           |           |              |         |         |

| Fecha 6               | Fecha 6   | Fecha 6           | Fecha 6       | Fecha 6 | Fecha 6 |
| Local                 | Resultado | Visitante         | Fecha         | Hora    |         |
| --------------------- | --------- | ----------------- | ------------- | ------- | ------- |
| Chacarita             | 1 - 3     | Newell's Old Boys | 8 de octubre  | 14:00   |         |
| Cañuelas              | 0 - 1     | Berazategui       | 9 de octubre  | 10:00   |         |
| Quilmes               | 1 - 0     | Claypole          | 9 de octubre  | 15:00   |         |
| Fenix                 | 1 - 1     | Laferrere         | 9 de octubre  | 15:00   |         |
| Tigre                 | 3 - 0     | Cambaceres        | 11 de octubre | 11:00   |         |
| Libre: Talleres (RdE) |           |                   |               |         |         |

| Fecha 7           | Fecha 7   | Fecha 7        | Fecha 7       | Fecha 7 | Fecha 7 |
| Local             | Resultado | Visitante      | Fecha         | Hora    |         |
| ----------------- | --------- | -------------- | ------------- | ------- | ------- |
| Laferrere         | 1 - 1     | Quilmes        | 16 de octubre | 15:00   |         |
| Newell's Old Boys | 3 - 1     | Tigre          | 16 de octubre | 15:00   |         |
| Berazategui       | 2 - 5     | Talleres (RdE) | 16 de octubre | 15:00   |         |
| Claypole          | 4 - 1     | Chacarita      | 17 de octubre | 10:00   |         |
| Cambaceres        | 0 - 3     | Cañuelas       | 17 de octubre | 10:00   |         |
| Libre: Fenix      |           |                |               |         |         |

| Fecha 8            | Fecha 8   | Fecha 8           | Fecha 8       | Fecha 8 | Fecha 8 |
| Local              | Resultado | Visitante         | Fecha         | Hora    |         |
| ------------------ | --------- | ----------------- | ------------- | ------- | ------- |
| Talleres (RdE)     | 6 - 0     | Cambaceres        | 23 de octubre | 15:00   |         |
| Cañuelas           | 2 - 4     | Newell's Old Boys | 23 de octubre | 15:00   |         |
| Chacarita          | 1 - 0     | Laferrere         | 23 de octubre | 15:00   |         |
| Tigre              | 1 - 2     | Claypole          | 24 de octubre | 10:00   |         |
| Quilmes            | 2 - 3     | Fenix             | 24 de octubre | 11:00   |         |
| Libre: Berazategui |           |                   |               |         |         |

| Fecha 9           | Fecha 9   | Fecha 9        | Fecha 9       | Fecha 9 | Fecha 9 |
| Local             | Resultado | Visitante      | Fecha         |         |         |
| ----------------- | --------- | -------------- | ------------- | ------- | ------- |
| Fenix             | 5 - 1     | Chacarita      | 30 de octubre |         |         |
| Laferrere         | 1 - 1     | Tigre          | 30 de octubre |         |         |
| Newell's Old Boys | 6 - 0     | Talleres (RdE) | 30 de octubre |         |         |
| Claypole          | 5 - 0     | Cañuelas       | 31 de octubre |         |         |
| Cambaceres        | 0 - 0     | Berazategui    | 31 de octubre |         |         |
| Libre: Quilmes    |           |                |               |         |         |

| Fecha 10          | Fecha 10  | Fecha 10          | Fecha 10       | Fecha 10 | Fecha 10 |
| Local             | Resultado | Visitante         | Fecha          | Hora     |          |
| ----------------- | --------- | ----------------- | -------------- | -------- | -------- |
| Talleres (RdE)    | 1 - 0     | Claypole          | 6 de noviembre | 16:00    |          |
| Tigre             | 0 - 1     | Fenix             | 7 de noviembre | 10:00    |          |
| Chacarita         | 1 - 3     | Quilmes           | 7 de noviembre | 10:00    |          |
| Berazategui       | 0 - 4     | Newell's Old Boys | 7 de noviembre | 15:00    |          |
| Cañuelas          | 0 - 5     | Laferrere         | 7 de noviembre | 15:00    |          |
| Libre: Cambaceres |           |                   |                |          |          |

| Fecha 11          | Fecha 11  | Fecha 11       | Fecha 11        | Fecha 11 | Fecha 11 |
| Local             | Resultado | Visitante      | Fecha           | Hora     |          |
| ----------------- | --------- | -------------- | --------------- | -------- | -------- |
| Fenix             | 4 - 1     | Cañuelas       | 20 de noviembre | 11:00    |          |
| Quilmes           | 3 - 1     | Tigre          | 20 de noviembre | 17:00    |          |
| Claypole          | 6 - 0     | Berazategui    | 20 de noviembre | 17:00    |          |
| Newell's Old Boys | 5 - 1     | Cambaceres     | 20 de noviembre | 17:00    |          |
| Laferrere         | 0 - 2     | Talleres (RdE) | 21 de noviembre | 17:00    |          |
| Libre: Chacarita  |           |                |                 |          |          |

| 1. 2. |

### Zona B

#### Tabla de posiciones
| Pos. | Equipo            | Pts. | PJ | PG | PE | PP | GF | GC | Dif. |
| ---- | ----------------- | ---- | -- | -- | -- | -- | -- | -- | ---- |
| 01.º | Belgrano          | 30   | 10 | 10 | 0  | 0  | 97 | 1  | 96   |
| 02.º | Argentino (M)     | 22   | 10 | 7  | 1  | 2  | 18 | 10 | 8    |
| 03.º | Sportivo Italiano | 16   | 10 | 5  | 1  | 4  | 16 | 11 | 5    |
| 04.º | Nueva Chicago     | 16   | 10 | 5  | 1  | 4  | 17 | 11 | 6    |
| 05.º | San Martín        | 15   | 10 | 4  | 3  | 3  | 11 | 15 | −4   |
| 06.º | Country Canning   | 14   | 10 | 4  | 2  | 4  | 14 | 16 | −2   |
| 07.º | General Lamadrid  | 11   | 10 | 3  | 2  | 5  | 12 | 24 | −12  |
| 08.º | Villas Unidas     | 11   | 10 | 3  | 2  | 5  | 10 | 28 | −18  |
| 09.º | Trocha            | 9    | 10 | 2  | 3  | 5  | 9  | 20 | −11  |
| 10.º | Los Andes         | 7    | 10 | 2  | 1  | 7  | 9  | 35 | −26  |
| 11.º | Ituzaingó         | 3    | 10 | 1  | 0  | 9  | 8  | 50 | −42  |

|  | Los equipos que ocupen estas posiciones al finalizar la disputa jugarán un reducido por los dos ascensos a la segunda categoría. |

| 1. 2. |

#### Resultados
| Fecha 1         | Fecha 1   | Fecha 1           | Fecha 1      | Fecha 1 | Fecha 1 |
| Local           | Resultado | Visitante         | Fecha        |         |         |
| --------------- | --------- | ----------------- | ------------ | ------- | ------- |
| Argentino (M)   | 2 - 1     | San Martín (B)    | 28 de agosto |         |         |
| Canning         | 0 - 1     | Lamadrid          | 28 de agosto |         |         |
| Ituzaingó       | 2 - 3     | Trocha            | 28 de agosto |         |         |
| Villas Unidas   | 0 - 1     | Sportivo Italiano | 28 de agosto |         |         |
| Nueva Chicago   | 5 - 0     | Los Andes         | 29 de agosto |         |         |
| Libre: Belgrano |           |                   |              |         |         |

| Fecha 2             | Fecha 2   | Fecha 2       | Fecha 2        | Fecha 2 | Fecha 2 |
| Local               | Resultado | Visitante     | Fecha          |         |         |
| ------------------- | --------- | ------------- | -------------- | ------- | ------- |
| Sportivo Italiano   | 2 - 1     | Nueva Chicago | 4 de setiembre |         |         |
| Los Andes           | 0 - 1     | Ituzaingó     | 4 de setiembre |         |         |
| Trocha              | 0 - 2     | Canning       | 4 de setiembre |         |         |
| San Martín (B)      | 0 - 7     | Belgrano      | 4 de setiembre |         |         |
| Lamadrid            | 0 - 1     | Argentino (M) | 5 de setiembre |         |         |
| Libre: Villa Unidas |           |               |                |         |         |

| Fecha 3               | Fecha 3   | Fecha 3           | Fecha 3         | Fecha 3 | Fecha 3 |
| Local                 | Resultado | Visitante         | Fecha           |         |         |
| --------------------- | --------- | ----------------- | --------------- | ------- | ------- |
| Belgrano              | 12 - 0    | Lamadrid          | 18 de setiembre |         |         |
| Argentino (M)         | 1 - 1     | Trocha            | 18 de setiembre |         |         |
| Canning               | 4 - 1     | Los Andes         | 18 de setiembre |         |         |
| Ituzaingó             | 0 - 4     | Sportivo Italiano | 18 de setiembre |         |         |
| Nueva Chicago         | 1 - 2     | Villas Unidas     | 19 de setiembre |         |         |
| Libre: San Martín (B) |           |                   |                 |         |         |

| Fecha 4              | Fecha 4   | Fecha 4        | Fecha 4         | Fecha 4 | Fecha 4 |
| Local                | Resultado | Visitante      | Fecha           |         |         |
| -------------------- | --------- | -------------- | --------------- | ------- | ------- |
| Sportivo Italiano    | 0 - 1     | Canning        | 25 de setiembre |         |         |
| Trocha               | 0 - 8     | Belgrano       | 25 de setiembre |         |         |
| Lamadrid             | 0 - 1     | San Martín (B) | 25 de setiembre |         |         |
| Villas Unidas        | 1 - 0     | Ituzaingó      | 26 de setiembre |         |         |
| Los Andes            | 0 - 1     | Argentino (M)  | [ n. 1 ]        |         |         |
| Libre: Nueva Chicago |           |                |                 |         |         |

| Fecha 5         | Fecha 5   | Fecha 5           | Fecha 5      | Fecha 5 | Fecha 5 |
| Local           | Resultado | Visitante         | Fecha        | Hora    |         |
| --------------- | --------- | ----------------- | ------------ | ------- | ------- |
| Canning         | 1 - 1     | Villas Unidas     | 2 de octubre | 11:00   |         |
| Argentino (M)   | 0 - 1     | Sportivo Italiano | 2 de octubre | 15:00   |         |
| San Martín (B)  | 0 - 0     | Trocha            | 2 de octubre | 15:00   |         |
| Ituzaingó       | 0 - 3     | Nueva Chicago     | 2 de octubre | 15:00   |         |
| Belgrano        | 15 - 0    | Los Andes         | 3 de octubre | 11:00   |         |
| Libre: Lamadrid |           |                   |              |         |         |

| Fecha 6           | Fecha 6   | Fecha 6        | Fecha 6       | Fecha 6 | Fecha 6 |
| Local             | Resultado | Visitante      | Fecha         | Hora    |         |
| ----------------- | --------- | -------------- | ------------- | ------- | ------- |
| Trocha            | 3 - 1     | Lamadrid       | 9 de octubre  | 11:00   |         |
| Sportivo Italiano | 1 - 7     | Belgrano       | 9 de octubre  | 15:00   |         |
| Nueva Chicago     | 3 - 1     | Canning        | 10 de octubre | 10:00   |         |
| Villas Unidas     | 0 - 3     | Argentino (M)  | 10 de octubre | 11:00   |         |
| Los Andes         | 2 - 1     | San Martín (B) | 10 de octubre | 13:00   |         |
| Libre: Ituzaingó  |           |                |               |         |         |

| Fecha 7        | Fecha 7   | Fecha 7           | Fecha 7       | Fecha 7 | Fecha 7 |
| Local          | Resultado | Visitante         | Fecha         | Hora    |         |
| -------------- | --------- | ----------------- | ------------- | ------- | ------- |
| Belgrano       | 13 - 0    | Villas Unidas     | 16 de octubre | 11:00   |         |
| Canning        | 3 - 1     | Ituzaingó         | 16 de octubre | 11:00   |         |
| Lamadrid       | 2 - 1     | Los Andes         | 16 de octubre | 15:00   |         |
| Argentino (M)  | 1 - 0     | Nueva Chicago     | 16 de octubre | 15:00   |         |
| San Martín (B) | 2 - 1     | Sportivo Italiano | 16 de octubre | 15:00   |         |
| Libre: Trocha  |           |                   |               |         |         |

| Fecha 8           | Fecha 8   | Fecha 8        | Fecha 8       | Fecha 8 | Fecha 8 |
| Local             | Resultado | Visitante      | Fecha         | Hora    |         |
| ----------------- | --------- | -------------- | ------------- | ------- | ------- |
| Ituzaingó         | 0 - 7     | Argentino (M)  | 23 de octubre | 15:00   |         |
| Sportivo Italiano | 0 - 0     | Lamadrid       | 23 de octubre | 15:00   |         |
| Los Andes         | 0 - 0     | Trocha         | 23 de octubre | 15:00   |         |
| Nueva Chicago     | 0 - 4     | Belgrano       | 24 de octubre | 10:00   |         |
| Villas Unidas     | 0 - 1     | San Martín (B) | 24 de octubre | 13:00   |         |
| Libre: Canning    |           |                |               |         |         |

| Fecha 9          | Fecha 9   | Fecha 9           | Fecha 9       | Fecha 9 | Fecha 9 |
| Local            | Resultado | Visitante         | Fecha         |         |         |
| ---------------- | --------- | ----------------- | ------------- | ------- | ------- |
| Trocha           | 0 - 1     | Sportivo Italiano | 30 de octubre |         |         |
| Argentino (M)    | 2 - 1     | Canning           | 30 de octubre |         |         |
| Lamadrid         | 2 - 2     | Villas Unidas     | 31 de octubre |         |         |
| San Martín (B)   | 0 - 0     | Nueva Chicago     | 31 de octubre |         |         |
| Belgrano         | 19 - 0    | Ituzaingó         | 31 de octubre |         |         |
| Libre: Los Andes |           |                   |               |         |         |

| Fecha 10             | Fecha 10  | Fecha 10       | Fecha 10       | Fecha 10 | Fecha 10 |
| Local                | Resultado | Visitante      | Fecha          | Hora     |          |
| -------------------- | --------- | -------------- | -------------- | -------- | -------- |
| Canning              | 0 - 6     | Belgrano       | 6 de noviembre | 11:00    |          |
| Sportivo Italiano    | 5 - 0     | Los Andes      | 6 de noviembre | 15:00    |          |
| Villas Unidas        | 3 - 1     | Trocha         | 6 de noviembre | 15:00    |          |
| Ituzaingó            | 2 - 4     | San Martín (B) | 7 de noviembre | 10:00    |          |
| Nueva Chicago        | 2 - 0     | Lamadrid       | 7 de noviembre | 15:30    |          |
| Libre: Argentino (M) |           |                |                |          |          |

| Fecha 11                 | Fecha 11  | Fecha 11      | Fecha 11        | Fecha 11 | Fecha 11 |
| Local                    | Resultado | Visitante     | Fecha           | Hora     |          |
| ------------------------ | --------- | ------------- | --------------- | -------- | -------- |
| Los Andes                | 5 - 1     | Villas Unidas | 20 de noviembre | 17:00    |          |
| Trocha                   | 1 - 2     | Nueva Chicago | 20 de noviembre | 17:00    |          |
| San Martín (B)           | 1 - 1     | Canning       | 20 de noviembre | 17:00    |          |
| Belgrano                 | 6 - 0     | Argentino (M) | 20 de noviembre | 17:00    |          |
| Lamadrid                 | 6 - 2     | Ituzaingó     | 21 de noviembre | 17:00    |          |
| Libre: Sportivo Italiano |           |               |                 |          |          |

| 1. 2. |

## Fase campeonato

### Cuadro de desarrollo
|  | Cuartos de final | Cuartos de final  | Cuartos de final  |                   |          | Semifinales        | Semifinales        | Semifinales        |  |          | Final           | Final           | Final           |  |
|  | 27 de noviembre  | 27 de noviembre   | 27 de noviembre   |                   |          | 4 y 5 de diciembre | 4 y 5 de diciembre | 4 y 5 de diciembre |  |          | 18 de diciembre | 18 de diciembre | 18 de diciembre |  |
|  |                  |                   |                   |                   |          |                    |                    |                    |  |          |                 |                 |                 |  |
|  |                  |                   |                   |                   |          |                    |                    |                    |  |          |                 |                 |                 |  |
|  | 1A               | Fénix             | 2 (4)             |                   |          |                    |                    |                    |  |          |                 |                 |                 |  |
|  | 1A               | Fénix             | 2 (4)             |                   |          |                    |                    |                    |  |          |                 |                 |                 |  |
|  | 4B               | Nueva Chicago     | 2 (3)             |                   |          |                    |                    |                    |  |          |                 |                 |                 |  |
|  | 4B               | Nueva Chicago     | 2 (3)             |                   | Fénix    | Fénix              | 1                  |                    |  |          |                 |                 |                 |  |
|  |                  |                   |                   |                   | Fénix    | Fénix              | 1                  |                    |  |          |                 |                 |                 |  |
|  |                  |                   | Claypole          | Claypole          | 3        |                    |                    |                    |  |          |                 |                 |                 |  |
|  | 2B               | Argentino (M)     | Claypole          | Claypole          | 3        | 1                  |                    |                    |  |          |                 |                 |                 |  |
|  | 2B               | Argentino (M)     |                   |                   |          |                    |                    |                    |  |          |                 |                 |                 |  |
|  | 3A               | Claypole          | 2                 |                   |          |                    |                    |                    |  |          |                 |                 |                 |  |
|  | 3A               | Claypole          | 2                 |                   |          |                    |                    |                    |  | Belgrano | Belgrano        | 5               |                 |  |
|  |                  |                   |                   |                   |          |                    |                    |                    |  | Belgrano | Belgrano        | 5               |                 |  |
|  |                  |                   | Claypole          | Claypole          | 4        |                    |                    |                    |  |          |                 |                 |                 |  |
|  | 1B               | Belgrano          | Claypole          | Claypole          | 4        | 7                  |                    |                    |  |          |                 |                 |                 |  |
|  | 1B               | Belgrano          |                   |                   |          |                    |                    |                    |  |          |                 |                 |                 |  |
|  | 4A               | Talleres (RdE)    | 0                 |                   |          |                    |                    |                    |  |          |                 |                 |                 |  |
|  | 4A               | Talleres (RdE)    | 0                 |                   | Belgrano | Belgrano           | 3                  |                    |  |          |                 |                 |                 |  |
|  |                  |                   |                   |                   | Belgrano | Belgrano           | 3                  |                    |  |          |                 |                 |                 |  |
|  |                  |                   | Newell's Old Boys | Newell's Old Boys | 2        |                    |                    |                    |  |          |                 |                 |                 |  |
|  | 2A               | Newell's Old Boys | Newell's Old Boys | Newell's Old Boys | 2        | 3                  |                    |                    |  |          |                 |                 |                 |  |
|  | 2A               | Newell's Old Boys |                   |                   |          |                    |                    |                    |  |          |                 |                 |                 |  |
|  | 3B               | Sportivo Italiano | 0                 |                   |          |                    |                    |                    |  |          |                 |                 |                 |  |
|  | 3B               | Sportivo Italiano | 0                 |                   |          |                    |                    |                    |  |          |                 |                 |                 |  |
|  |                  |                   |                   |                   |          |                    |                    |                    |  |          |                 |                 |                 |  |

### Cuartos de final
| 27 de noviembre, 9:00 | Fénix                                    | 2-2 (4-3) | Nueva Chicago                           | Predio S.A.T Cascallares, Buenos Aires |                           |
|                       | - Marianela Luque 8' - Yamila Ibañez 54' | Reporte   | - Vanesa Flores 70' - Vanesa Flores 84' | Árbitro(s): Fernando Cruz              | Árbitro(s): Fernando Cruz |

| 27 de noviembre, 17:00 | Argentino (M)         | 1-2     | Claypole                                  | Estadio auxiliar, Merlo  |                          |
|                        | - Rocio Oliva -p- 76' | Reporte | - Gisela Fernández 51' - Jimena Romeo 82' | Árbitro(s): Yamil Galván | Árbitro(s): Yamil Galván |

| 27 de noviembre, 19:00 | Belgrano | 7-0     | Talleres (RdE) | J.C. Villagra, Córdoba   |                          |
|                        | - Noelia Vassarotto 32' - Victoria Arrietto 42' - Antonella Chanquía 46' - Arianna Reche 63' - Sabrina Maldonado 68' - Victoria Arrietto 73' - Romina Gómez 76' | Reporte |                | Árbitro(s): Fabián Jaime | Árbitro(s): Fabián Jaime |

| 27 de noviembre, 17:00 | Newell's Old Boys                                                | 3-0     | Sportivo Italiano | Predio Jorge Griffa, Rosario |                           |
|                        | - Agustina Amitrano 6' - Brunella Piccini 19' - Pilar Cepeda 67' | Reporte |                   | Árbitro(s): Martín Molina    | Árbitro(s): Martín Molina |

### Semifinales
| 5 de diciembre, 17:00 | Fénix                 | 1-3 | Claypole                                                      | Estadio Pablo Comelli, Remedios de Escalada |  |
|                       | - Marianela Luque 16' |     | - Gisela Fernández 20' - Angela García 28' - Jimena Romeo 35' |                                             |  |

| 4 de diciembre, 17:00 | Belgrano                                                          | 3-2 | Newell's Old Boys                                | Estadio Nuevo Monumental, Rafaela |  |
|                       | - Mayra Acevedo 26' - Noelia Vassarotto 34' - Mariana Sánchez 48' |     | - Milagros Cisneros e/c 30' - Apolonia Berti 46' |                                   |  |

### Final
| 18 de diciembre, 19:00 | Belgrano                                                                                    | 5-4     | Claypole                                                                        | Estadio Mario Alberto Kempes, Córdoba |                                |
|                        | - Romina Gómez 4' - Romina Gómez 8' - Pilar Casas 31' - Romina Gómez 77' - Romina Gómez 83' | Reporte | - Chintia Vega 38' - Jimena Romeo 52' - Gisela Fernández 68' - Jimena Romeo 71' | Árbitro(s): Roberta Echeverría        | Árbitro(s): Roberta Echeverría |

## Goleadoras
| Jugadora           | Equipo            | Goles |
| ------------------ | ----------------- | ----- |
| Romina Gómez       | Belgrano          | 25    |
| Arianna Reche      | Belgrano          | 13    |
| Florencia Ceballos | Belgrano          | 11    |
| Sabrina Maldonado  | Belgrano          | 11    |
| Yamila Castellano  | Chacarita Juniors | 10    |
| Jimena Romeo       | Claypole          | 10    |

- Datos: Q110164021